# Ceprano
 (juillet 2025).
Si vous disposez d'ouvrages ou d'articles de référence ou si vous connaissez des sites web de qualité traitant du thème abordé ici, merci de compléter l'article en donnant les références utiles à sa vérifiabilité et en les liant à la section « Notes et références ».
Ceprano (francisé en Céprano) est une commune italienne d'environ 8 810 habitants, située dans la province de Frosinone, dans la région Latium, en Italie centrale.

## Histoire
Ceprano a été fondée en 328 av. J.-C. sous le nom de Fregellae, en tant que colonie romaine établie sur la rive gauche du fleuve Liri. La ville fut détruite en 316 av. J.-C., à la suite de la défaite romaine lors de la bataille des Fourches Caudines. Elle fut cependant reconstruite quelques années plus tard sous le nom de Fregellanum. Cette dénomination résultait de l’impossibilité, liée à la pratique rituelle de la devotio, de réédifier la cité sur l’emplacement exact de Fregellae ou de conserver son nom. L’ancien site servit alors de carrière pour la récupération de matériaux de construction.
 (octobre 2013).
La ville actuelle de Ceprano est située à environ vingt kilomètres de l'ancienne cité de Frusino. Son nom dériverait du latin Ceparius, auquel aurait été ajouté le suffixe -anus, courant dans la toponymie romaine.
Grâce à sa position géographique stratégique, Ceprano a longtemps constitué un point de passage important. Elle fut notamment un centre de communication à l’époque des marquis Ferrari, ainsi qu’un poste frontalier entre le royaume des Deux-Siciles et les États pontificaux, auxquels elle est restée fidèle jusqu'à leur disparition.
Au fil des siècles, Ceprano a été le théâtre de plusieurs événements historiques majeurs. En 548, la ville fut pillée et incendiée par Totila, roi des Ostrogoths. En 916, elle participa à la lutte contre les Sarrasins, aux côtés du pape Jean X. Parmi les défenseurs figurait Arduino, devenu par la suite le saint patron de la ville.
En 1080, Robert Guiscard reçut de Grégoire VII l’investiture pour les territoires de Sicile, de Calabre et des Pouilles. En 1114, Ceprano fut également le lieu d’un concile présidé par le pape Pascal II. Le 11 octobre 1254, le pape Innocent IV y infligea une humiliation politique à Manfred de Hohenstaufen, fils de Frédéric II, sur le pont de la rivière Liri. Une bataille opposant ce dernier à Charles d’Anjou s’y déroula en 1259.
En 1815, la ville fut prise par les troupes autrichiennes, notamment celles dirigées par Joachim Murat. En reconnaissance de son rôle stratégique dans les déplacements militaires et pour sa fidélité au Saint-Siège, le pape Pie IX conféra à Ceprano le titre officiel de « Ville » le 20 août 1863.
Son économie, traditionnellement agricole, a fait des progrès après la Seconde Guerre mondiale, en utilisant l'aide de la Cassa del Mezzogiorno et l'avènement de certaines industries qui ont contribué au bien-être économique de la population.
Ceprano a également donné naissance à de nombreuses personnalités (des historiens, des archéologues, des avocats, des peintres, des artistes, des musiciens et des écrivains), comme Antonio Vitagliano, John Colasanti, Nicholas Consoni, Philippe Guglielmi, Richard Maiuri, Pasquale Vannucci, Vincent Fraser, Carlo Magini, ou encore Antonio Spinosa. En plus des personnes listées précédemment, l'on doit rajouter des personnalités ecclésiastiques, des missionnaires et des personnalités caritatives, comme l'évêque Peter Corvi, P. Joseph Fraser et Mgr Luigi Conti, ou encore nonce apostolique dans la République turque (en).

## Administration
| Période                                  | Période | Identité | Étiquette | Qualité |
| ---------------------------------------- | ------- | -------- | --------- | ------- |
|                                          |         |          |           |         |
| Les données manquantes sont à compléter. |         |          |           |         |

### Communes limitrophes
Arce, Castro dei Volsci, Falvaterra, Pofi, Ripi, San Giovanni Incarico, Strangolagalli

### Personnalités nées à Ceprano
- Nicola Consoni
- Antonio Spinosa